# Cordillera de Kalatungan
La cordillera de Kalatungan es una cadena montañosa situada en la parte central de la provincia de Bukidnon en las Filipinas. Es una de las pocas zonas de la provincia cubierta de bosques de viejo crecimiento, o cubiertas de musgo. Cubre un área de aproximadamente 213 km ² (82,24 m²), con cerca de 113,71 kilómetros cuadrados (43,90 m²) identificados como parte de la cuenca crítica declarada en virtud del Decreto Presidencial 127, emitido el 29 de junio de 1987 (cuenca de Muleta-Manupali).